# Džon Milington Sing
Edmund Džon Milington Sing (/sɪŋ/; 16. april 1871 – 24. mart 1909) bio je irski dramatičar, pesnik, pisac proze i kolekcionar folklora. On je bio ključna figura u irskom književnom preporodu i jedan od saosnivača Abi eeatra. On je najpoznatiji po predstavi „Plejboj zapadnog sveta” koja je izazvala nerede u Dablinu tokom svog otvaranja u Abi teatru.
Iako je poticao iz povlašćene anglo-irske porodice, Singovi spisi uglavnom se tiču sveta katoličkih seljaka ruralne Irske i onoga što je smatrao suštinskim paganstvom njihovog pogleda na svet. Sing je razvio Hodžkinovu bolest, metastatski rak koji je tada bio neizlečiv. Umro je nekoliko nedelja pre svog 38. rođendana, dok je pokušavao da završi svoju poslednju predstavu, Deirdre of the Sorrows.

## Biografija

### Rani život
Sing je rođen 16. aprila 1871. u Njutaun Vilas, Ratfarnam, okrug Dablin, kao najmlađe od osmoro dece protestantskih roditelja iz više srednje klase. Njegov otac Džon Heč Sing bio je advokat i poticao je iz porodice vlastelina u zamku Glanmor, okrug Viklou. Singov deda po ocu, koji se takođe zvao Džon Sing, bio je evangelistički hrišćanin uključen u pokret koji je postao Plimutska braća, a njegov deda po majci, Robert Trejl, bio je rektor crkve Irske u Šulu, okrug Kork, koji je umro 1847. tokom velike Irske gladi. On je bio potomak Edvarda Singa, arhiepiskopa Tuama, i Edvardovog sina Nikolaja, biskupa Kilaloja. Među njegovim nećacima su bili matematičar Džon Lajton Sing i pionir optičke mikroskopije Edvard Hačinson Sing.
Singov otac je umro od malih boginja 1872. u 49. godini. Sahranjen je na prvi rođendan svog sina. Njegova majka je preselila porodicu u kuću pored njene majke u Ratgaru, okrug Dablin. Iako često bolestan, Sing je tamo imao srećno detinjstvo. Razvio je interesovanje za posmatranje ptica duž obala reke Doder, i tokom porodičnog odmora u primorskom letovalištu Grejstons, okrug Viklou, i porodičnom imanju u Glanmoru.
Sing se školovao kod kuće i povremeno u školama u Dablinu i Breju, a kasnije je studirao klavir, flautu, violinu, teoriju muzike i kontrapunkt na Kraljevskoj irskoj muzičkoj akademiji. On je otputovao na kontinent da bi studirao muziku, ali se predomislio i odlučio da se fokusira na književnost. Bio je talentovan student i dobio je stipendiju za kontrapunkt 1891. Porodica se preselila u predgrađe Kingstauna (sada Dan Liri) 1888, a Sing je sledeće godine upisao Triniti koledž u Dablinu. On je diplomirao 1892. godine, nakon što je studirao irski i hebrejski, a nastavio je i studije muzike i svirao sa orkestrom Akademije u drevnim koncertnim prostorijama. Između novembra 1889. i 1894. uzimao je privatne časove muzike kod Roberta Preskota Stjuarta.
Sing je kasnije razvio interesovanje za irske antikvitete i Aranska ostrva i postao član Irske lige na godinu dana. On je napustio Ligu jer, kako je rekao Mod Gon, „moja teorija regeneracije za Irsku se razlikuje od vaše... Želim da radim samostalno za cilj Irske, i to nikada neću moći da uradim ako postanem pomešan sa revolucionarnim i poluvojnim pokretom.“ Godine 1893, objavio je svoje prvo poznato delo, pesmu pod uticajem Vordsvorta, Kottabos: A College Miscellany.

### Rani radovi
Nakon diplomiranja, Sing se preselio u Nemačku da bi studirao muziku. U Koblencu je ostao tokom 1893. i preselio se u Vircburg januara 1894. godine. Delimično zbog svoje stidljivosti da nastupa u javnosti, a delom zbog sumnje u svoje sposobnosti, odlučio je da napusti muziku i bavi se književnim interesima. Vratio se u Irsku juna 1894. godine, a u januaru 1895. preselio se u Pariz da bi studirao književnost i jezike na Sorboni.
Upoznao je Čeri Mateson tokom letnjih raspusta sa svojom porodicom u Dablinu. Zaprosio ju je 1895. i ponovo sledeće godine, ali ga je ona u oba navrata odbila zbog njihovih različitih pogleda na religiju. Ovo odbijanje je u velikoj meri uticalo na Singa i učvrstilo njegovu rešenost da provede što više vremena van Irske.
Godine 1896, posetio je Italiju da proučava jezik pre nego što se vratio u Pariz. Planirao je da ostvari karijeru pisanja o francuskim autorima za englesku štampu. Iste godine upoznaje V. B. Jejtsa, koji ga je ohrabrio da neko vreme živi na Aranskim ostrvima, a zatim se vrati u Dablin i posveti se kreativnom radu. Godine 1899, pridružio se Jejtsu, lejdi Gregori i Džordžu Vilijamu Raselu da bi osnovali Irsko nacionalno pozorišno društvo, koje je kasnije osnovalo Abi Teatar. On je napisao više dela književne kritike za Gonov Irlande Libre i druge časopise, kao i neobjavljene pesme i prozu u dekadentnom stilu fin de siècle. (Ovi spisi su na kraju sakupljeni tokom 1960-ih za njegova Sabrana dela.) Takođe je prisustvovao predavanjima na Sorboni poznatog keltskog naučnika Anrija d'Arboa de Žubenvila.

### Aranska ostrva i prve predstave
Godine 1897, Sing je pretrpeo svoj prvi napad Hodžkina, nakon čega mu je sa vrata uklonjena uvećana žlezda. Posetio je dom Lejdi Gregori, u Kul parku blizu Gorta, okrug Golvej, gde je ponovo sreo Jejtsa i Edvarda Martina. Tamo je proveo sledećih pet leta, sakupljajući priče i folklor, usavršavajući svoj irski, ali je živeo u Parizu veći deo ostatka svake godine. Takođe je redovno posećivao Bretanju. U tom periodu napisao je svoju prvu dramu, Kada je mesec zašao koju je poslao lejdi Gregori za Irsko književno pozorište 1900. godine, ali ju je ona odbila. Komad nije objavljen sve dok se nije pojavio u njegovim Sabranim delima.
Singov prvi izveštaj o životu na Aranskim ostrvima objavljen je u New Ireland Review 1898. godine, a njegova knjiga, The Aran Islands, završena je 1901. i objavljena 1907. godine, sa ilustracijama Džeka Batlera Jejtsa. Sing je knjigu smatrao „mojim prvim ozbiljnim delom“. Lejdi Gregori je pročitala rukopis i savetovala Singu da ukloni svako direktno imenovanje mesta i da doda još narodnih priča, ali je on odbio i jedno, i drugo, jer je želeo da stvori nešto realnije. Knjiga prenosi Singovo uverenje da je ispod katoličanstva ostrvljana bilo moguće otkriti supstrat paganskih verovanja njihovih predaka. Njegova iskustva u Aranima su bila osnova za drame o irskom seoskom životu koje je Sing nastavio da piše.
Sing je iz Pariza otišao u London 1903. Napisao je dve jednočinkske drame, Jahači do mora i Senka Glena, prethodne godine. One su naišle na odobravanje ledi Gregori i Senka Glena je izvedena u Molsvort holu u oktobru 1903. godine. Jahači do mora su upriličeni na istom mestu u februaru sledeće godine. Senka Glena, pod naslovom In the Shadow of the Glen, činila je deo predloga protokola za otvaranje Abej teatra od 27. decembra 1904. do 3. januara 1905. godine. Obe drame su zasnovane na pričama koje je Sing sakupio u Aranima, a Sing se oslanjao na rekvizite sa Arana da bi pomogao u postavljanju pozornice za svaku od njih. Takođe se oslanjao na hiberno-engleski, engleski dijalekt Irske, da bi ojačao njegovu korisnost kao književnog jezika, delom zato što je verovao da irski jezik ne može da preživi.

## Radovi
- In the Shadow of the Glen, 1903
- Riders to the Sea, 1904
- The Well of the Saints, 1905
- The Aran Islands, 1907 (The book at wikisource: The Aran Islands)
- The Playboy of the Western World, 1907
- The Tinker's Wedding, 1908
- Poems and Translations, 1909
- Deirdre of the Sorrows 1910
- In Wicklow and West Kerry, 1912
- Collected Works of John Millington Synge 4 vols, 1962–1968
  - Volume 1 Poems, 1962
  - Volume 2 Prose, 1966
  - Volumes 3 and 4 Plays, 1968

## Literatura
- Mary Burke, 'Tinkers': Synge and the Cultural History of the Irish Traveller (Oxford, Oxford University Press, 2009).
- Corkery, Daniel. Synge and Anglo-Irish Literature. Cork University Press, 1931.
- Ferriter, Diarmaid (2004). The Transformation of Ireland 1900–2000. Profile Books. стр. 94—95. ISBN 1-86197-307-1.
- Gassner, John & Quinn, Edward. "The Reader's Encyclopedia of World Drama". Dover Publications, May. 2002.  0-486-42064-7.
- Greene, David H. & Stephens, Edward M. "J.M. Synge 1871–1909" (The MacMillan Company New York 1959)
- Greene, David. "J.M. Synge: A Reappraisal" in Critical Essays on John Millington Synge, ed. Daniel J. Casey, 15–27. New York: G. K. Hall & Co., 1994.
- Hogan, Robert and  O'Neill, Michael. Joseph Holloway's Abbey Theatre. Carbondale, Southern Illinois University Press, 1967.
- Isherwood, Charles. "A Seductive Fellow Returns, but in a Darker Mood". New York Times, 28 October 2004.
- Masefield, John. John M. Synge: A Few Personal Recollections With Biographical Notes, Netchworth: Garden City Press Ltd., 1916.
- Mercier, Vivian (1977). Beckett/Beckett. Oxford: Oxford University Press. ISBN 0-19-281269-6.
- Price, Alan. "Synge and Anglo-Irish Drama". London: Methuen, 1961.
- Price, Alan (1972). „A Survey of Recent Work on J. M. Synge”. A Centenary Tribute to J. M. Synge 1871–1909. Ed. S. B. Bushrui. New York: Barnes & Noble. ISBN 0-389-04567-5.
- Smith, Alison. "Introduction" in Collected Plays, Poems, and The Aran Islands. Edited by Alison Smith. London: Everyman, 1996.
- Synge, John Millington (1982). Collected Works. Edited by Robin Skelton, Alan Price, and Ann Saddlemeyer. Gerrards Cross: Smythe. ISBN 0-86140-058-5.
- Watson, George. Irish Identity and the Literary Revival. London: Croom Helm, 1979.
- Igoe, Vivien (1994). A Literary Guide to Dublin. Methuen. ISBN 0-413-69120-9.
- Johnston, Denis. John Millington Synge, (Columbia Essays on Modern Writing No. 12), (Columbia University Press, New York, 1965)
- Kiberd, Declan. Synge and the Irish Language. (Rowman and Littlefield, 1979)
- Kiely, David M. John Millington Synge: A Biography (New York, St. Martin's Press). 1994.  0-312-13526-2.
- Kopper, Edward A. (ed.). A J.M. Synge Literary Companion. (Greenwood, 1988)
- McCormack, W. J (2001). Fool of the Family: A Life of J. M. Synge. New York University Press. ISBN 0-8147-5652-2.
- Ryan, Philip B. (1998). The Lost Theatres of Dublin. The Badger Press. ISBN 0-9526076-1-1.
- Synge, J. M. The Complete Plays. 1st. New York: Vintage Books, 1935.
- Synge, J. M."The Aran Islands" edited with an introduction by Tim Robinson.
- Irish Writers on Writing featuring John Millington Synge. Edited by Eavan Boland (Trinity University Press, 2007).

## Spoljašnje veze
- Džon Milington Sing на сајту Пројекат Гутенберг (језик: енглески)
- Džon Milington Sing на сајту Internet Archive (језик: енглески)
- Džon Milington Sing на сајту LibriVox (језик: енглески)
- „Archival material relating to Džon Milington Sing”. UK National Archives.
- Džon Milington Sing на сајту NPG (језик: енглески)